# Zdzisław Pierścionek
Zdzisław Pierścionek (ur. 6 lipca 1941 we Wróblach, zm. 27 października 2011 w Warszawie) – polski ekonomista, profesor, wieloletni kierownik Katedry Zarządzania Strategicznego Kolegium Nauk o Przedsiębiorstwie SGH.
Szkołę podstawową oraz liceum ogólnokształcące ukończył w Lublinie. W 1965 roku ukończył studia na Wydziale Elektroniki Politechniki Warszawskiej, a w roku 1968 równolegle rozpoczęte w 1963 studia na SGPiS (obecna SGH) na Wydziale Ekonomiki Produkcji.
Karierę zawodową rozpoczął w 1965 roku jako stażysta, a później pracownik Katedry Ekonomiki Przemysłu SGPiS. W 1972 obronił pracę doktorską pt. Zastosowanie metod optymalizacyjnych w planowaniu krótkookresowym wybranych gałęzi przemysłu pod kierunkiem Jerzego Lisikiewicza. W latach 1973–1984 obejmował stanowisko wicedyrektora oraz dyrektora Instytutu Cybernetyki i Zarządzania SGPiS. Pracę habilitacyjną Zastosowanie metod optymalizacyjnych w planowaniu gałęziowym obronił w roku 1980. W latach 1986–1988 pracował jako Associate Professor na Wydziale Ekonomicznym Uniwersytetu w Addis Abebie. W 1993 roku otrzymał tytuł profesora nauk ekonomicznych. W latach 1991–1992 sprawował funkcję kierownika Katedry Ekonomiki Przemysłu SGPiS/SGH, a w latach 1997–2011 kierownika Katedry Zarządzania Strategicznego Kolegium Nauk o Przedsiębiorstwie SGH.

## Wybrane publikacje
- Strategie rozwoju firmy, Wydawnictwo Naukowe PWN (2001)
- Strategie konkurencji i rozwoju przedsiębiorstw, Wydawnictwo Naukowe PWN (2007)
- Zarządzanie strategiczne w przedsiębiorstwie, Wydawnictwo Naukowe PWN (2011)